# Karioka (film)
Karioka (ang. Flying Down to Rio) – amerykański film muzyczny z 1933 w reżyserii Thorntona Freelanda. Role główne grali Dolores del Río i Gene Raymond, ale dziś jest pamiętany jako pierwszy wspólny występ Freda Astaire'a i Ginger Rogers. Para ta zagrała razem jeszcze w dziewięciu dalszych filmach.
Karioka zdobyła jedną nominację do Oscara w kategorii najlepsza piosenka. Pochodzące z tego filmu piosenki: „Carioca” i „Orchidea” (oryg. Orchids in the Moonlight) śpiewała w Polsce Wiera Gran 
(utwory były wydane w 1935 na płytach wytwórni Syrena Electro 8274 i 9407).

## Obsada
- Dolores del Río jako Belinha De Rezende
- Gene Raymond jako Roger Bond
- Raul Roulien jako Julio Ribeiro
- Ginger Rogers jako Honey Hales
- Fred Astaire jako Fred Ayres
- Blanche Friderici jako Dona Elena
- Walter Walker, jako ojciec Belinhi
- Etta Moten jako śpiewaczka
- Roy D'Arcy jako grecki hazardzista
- Maurice Black jako grecki hazardzista
- Armand Kaliz jako grecki hazardzista
- Paul Porcasi jako burmistrz
- Reginald Barlow jako Alfredo Vianna (bankier)
- Eric Blore jako pan Butterbass,
- Franklin Pangborn jako Hammerstein, zarządca hotelu
- Lucile Browne jako przyjaciółka Belinhi (niewymieniona w czołówce)
- Movita Castaneda jako śpiewaczka (niewymieniona w czołówce)
- Betty Furness jako przyjaciółka Belinhi (niewymieniona w czołówce)

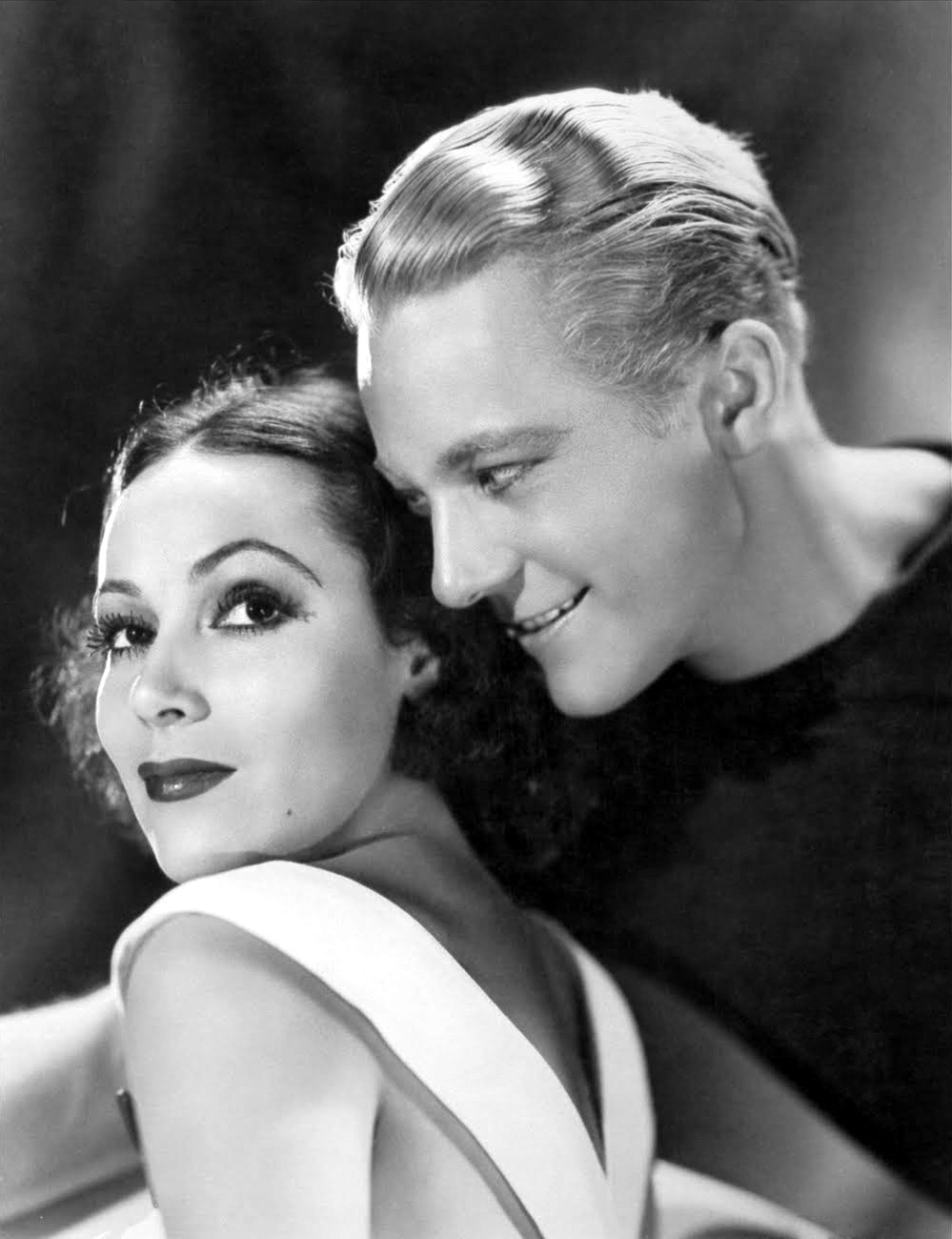
Dolores del Río i Gene Raymond w scenie filmu